# Otto Christian Leonor Gelert
Otto Christian Leonor (Kristian Laurits) Gelert ( 1862 - 1899 ) fue un botánico, pteridólogo alemán.

## Honores

### Epónimos
- (Asteraceae) Hieracium gelertii Dahlst.[1]
- (Asteraceae) Taraxacum gelertii Raunk.[2]
- (Asteraceae) Taraxacum gelertii Raunk.[3]
- (Ranunculaceae) Ranunculus gelertii E.H.L.Krause[4]
- (Rosaceae) Rubus gelertii Frid.[5]

- La abreviatura «Gelert» se emplea para indicar a Otto Christian Leonor Gelert como autoridad en la descripción y clasificación científica de los vegetales.[6]